# Aladdin (népmese)

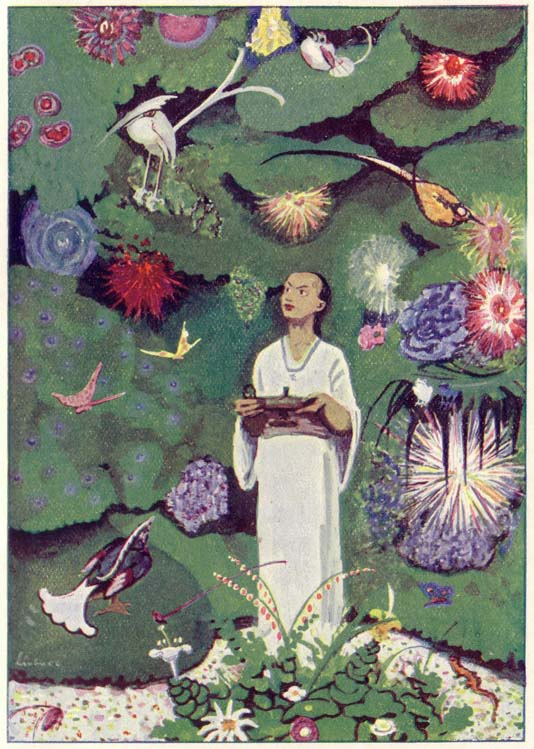
Max Liebert Aladdin-ábrázolása Ludwig Fulda Aladin und die Wunderlampe című kötetében

Az Aladdin (arabul: علاء الدين, ʻAlāʼ ad-Dīn, IPA: ʕalaːʔ adˈdiːn) közel-keleti népmese, mely leginkább Az Ezeregyéjszaka meséiből ismert, bár csupán a 18. században került a gyűjteménybe Antoine Galland jóvoltából, aki 1709-ben találkozott a történettel.

## Történet

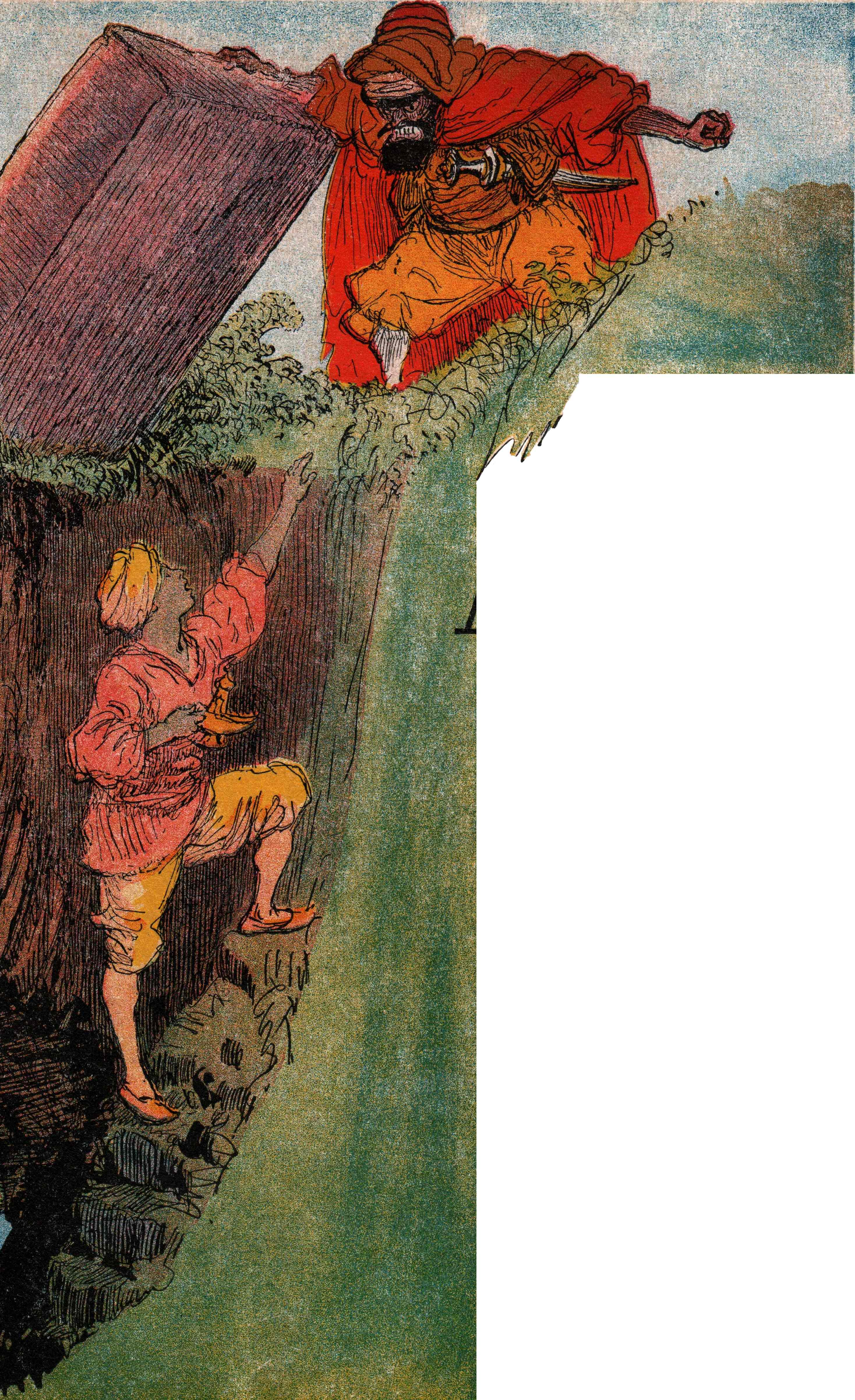
A varázsló csapdába ejti Aladdint a barlangban

Aladdin egy szegény semmirekellő gyerek egy kínai városból (a szereplők azonban szinte egytől egyig muszlim vallásúak, az uralkodó pedig a császár helyett a szultán). Egy Magrebből érkező varázsló úgy mutatkozik be neki, mint apja barátja, és meggyőzi Aladdint és az anyját, hogy segítő szándékkal érkezett, és a fiúból gazdag kereskedőt akar faragni. Igazi célja azonban az, hogy rávegye Aladdint egy varázslatos olajlámpa megszerzésére, ami egy csapdákkal teli barlangban van elrejtve. Miután a varázsló megpróbálja átejteni, Aladdin a barlangban reked, ahol véletlenül megdörzsöli a gyűrűt, amit korábban a varázslótól kapott. Megjelenik egy dzsinn és hazaröpíti, a lámpással együtt.
Otthon Aladdin anyja meg akarja tisztítani a lámpást, mire megjelenik egy még erősebb dzsinn, akinek teljesítenie kell a lámpát megdörzsölő kívánságait. Aladdin a dzsinn segítségével gazdaggá válik és feleségül veszi Badroulbadour hercegnőt, a császár lányát. A dzsinn hatalmas, káprázatos palotát épít nekik, varázslatosabbat, mint a császáré.
A varázsló újra megjelenik, és kicsalja a lámpást a hercegnőtől, aki nem tud a lámpás hatalmáról. A varázsló utasítja a dzsinnt, hogy vigye a palotát és annak minden kincsét a Magrebbe, azonban Aladdinnak még megvan a régi varázsgyűrűje, amivel előhívja a másik dzsinnt. Bár ez a dzsinn nem fordíthatja vissza a lámpa szellemének varázslatait, képes Aladdint a magrebbe utaztatni, ahol Aladdin legyőzi a varázslót és visszaszerzi a lámpát.
A varázsló testvére bosszúból gyógyító öregasszonynak álcázza magát és bekérezkedik a palotába, ahol a hercegnő ismét bedől a fondorlatnak. Aladdint azonban figyelmezteti a lámpa dzsinnje a veszélyre, Aladdin megszabadul a gonosztól és boldogan él tovább feleségével, megörökölvén apósa trónját.

## Háttér
Az Aladdin-mesét először Antoine Galland közölte a Les mille et une nuits című Az Ezeregyéjszaka meséi-fordításában. Galland a történetet egy aleppói szírtől hallotta, bizonyos Youhenna Diabtól, akit Paul Lucas francia utazó vitt Párizsba. Galland naplója szerint 1709-ben találkozott a maronita tudóssal, aki elmesélte neki a történetet.
Bár a történet a Közel-Keletről származik, a helyszíne mégis Kína, Aladdin pedig kínai. A szereplők azonban mind muszlimok (kivéve egy zsidó kereskedőt), és nem esik említés sem a buddhizmusról, sem a konfucianizmusról. A nevek arabok, az uralkodó is inkább tűnik muszlimnak, mintsem hasonlatosnak a kínai császárhoz. Elképzelhető, hogy a történet helyszíne Turkesztán, ahová a mai modern, muszlimok lakta Hszincsiang-Ujgur Autonóm Terület is tartozik. A feltételezés azonban Kína olyan jellegű ismeretén alapszik, aminek egy egyszerű népmesélő nem valószínű, hogy birtokában lehetett, az egzotikus színhelyválasztás pedig egyébként is gyakori meseelem.
Elképzelhető, hogy a színhelyválasztás szimbolikus, a messzi keletet hivatott reprezentálni szemben a Magreb szimbolizálta „nyugattal”, ahonnan a varázsló igen hosszú utat tesz meg a lámpásért, ezzel mutatja a mesélő a lámpás hatalmas értékét.
A csapdákkal teli rejtett barlang, ahol a lámpa van elrejtve, illetve a bosszúszomjas gonoszok, akik átmenetileg megfosztják a jó főhőst a szerencséjüktől a hiszékeny asszony folytán, szintén gyakori elemek más népek meséiben. Európában is bőven akadnak ilyen jellegű történetek, így találunk példát rá magyar népmesékben is. Az egyik ilyen egy katonáról szól, akit egy boszorkány enged le egy odvas fa belsejében levő járatba, ahol bűvös világító eszközt (gyertyát, vagy gyufásskatulyát) kell a katonának felhoznia.

## Fordítás
Ez a szócikk részben vagy egészben  az   Aladdin című angol Wikipédia-szócikk fordításán alapul.  Az eredeti cikk szerkesztőit annak laptörténete sorolja fel. Ez a jelzés csupán a megfogalmazás eredetét és a szerzői jogokat jelzi, nem szolgál a cikkben szereplő információk forrásmegjelöléseként.